# Кармен Буначіу
Кармен Буначіу (15 вересня 1961) — румунська плавчиня.
Учасниця Олімпійських Ігор 1980, 1984 років.
Призерка Чемпіонату світу з водних видів спорту 1982 року.
Призерка Чемпіонату Європи з водних видів спорту 1977, 1981, 1983 років.
Переможниця літньої Універсіади 1979, 1981, 1985 років, призерка 1983 року.